# Ernest B. Schoedsack
Ernest Beaumont Schoedsack (n. 8 iunie 1893, Council Bluffs, Iowa, Statele Unite – d. 23 decembrie 1979, Los Angeles, California) a fost un director de imagine american, regizor și producător de film.
Născut în Council Bluffs, Iowa, Schoedsack este, probabil, cel mai bine cunoscut ca regizor al filmului King Kong din 1933 împreună cu Merian C. Cooper.
Vederea sa a fost grav avariată în al doilea război mondial, dar el a continuat să regizeze filme după terminarea conflagrației mondiale. A regizat Mighty Joe Young pentru RKO în 1949, film în care s-a refăcut echipa de creație a filmului King Kong.
A fost căsătorit cu scenarista Ruth Rose. Sunt îngropați împreună la Westwood Village Memorial Park Cemetery din Los Angeles.

## Legături externe
- NY Times Biography
- Ernest B. Schoedsack la Internet Movie Database

1. ↑  Museum of Modern Art online collection, accesat în 4 decembrie 2019
2. ↑  www.acmi.net.au
3. ↑  Czech National Authority Database, accesat în 1 martie 2022